# Шахта «Родинська»
ДП Шахта «Родинська» - колишня вугільна шахта, входила до ВО "Мирноградвугілля". Ліквідована у 2020 році.

## Загальна характеристика
Фактичний видобуток 2142/928 т/добу (1990/1999). У 2003 р. видобуто 276 тис.т вугілля.
Максимальна глибина 600/715 м (1990/1999).
Протяжність підземних виробок 45,5/41,2 км (1990/1999).
У 1999 р. розроблялися пласти kв
5, l7 потужністю 0,6-1,0 м, кути падіння 8-17°.
Пласти небезпечні щодо вибуху вугільного пилу.
Кількість очисних вибоїв 2, підготовчих 4 (1999).
Кількість працюючих: 2200 осіб, в тому числі підземних 1400 осіб (1999).
Адреса: 85310,  м. Родинське, Донецької обл.